# توماس دو
توماس دو (انگلیسی: Thomas Doe; ۱۲ اکتبر ۱۹۱۲ – ۱۹ ژوئیهٔ ۱۹۶۹)از برندگان مدال‌های بازی‌های المپیک زمستانی اهل ایالات متحده آمریکا بود.